# ADAC-Schauinsland-Rennen

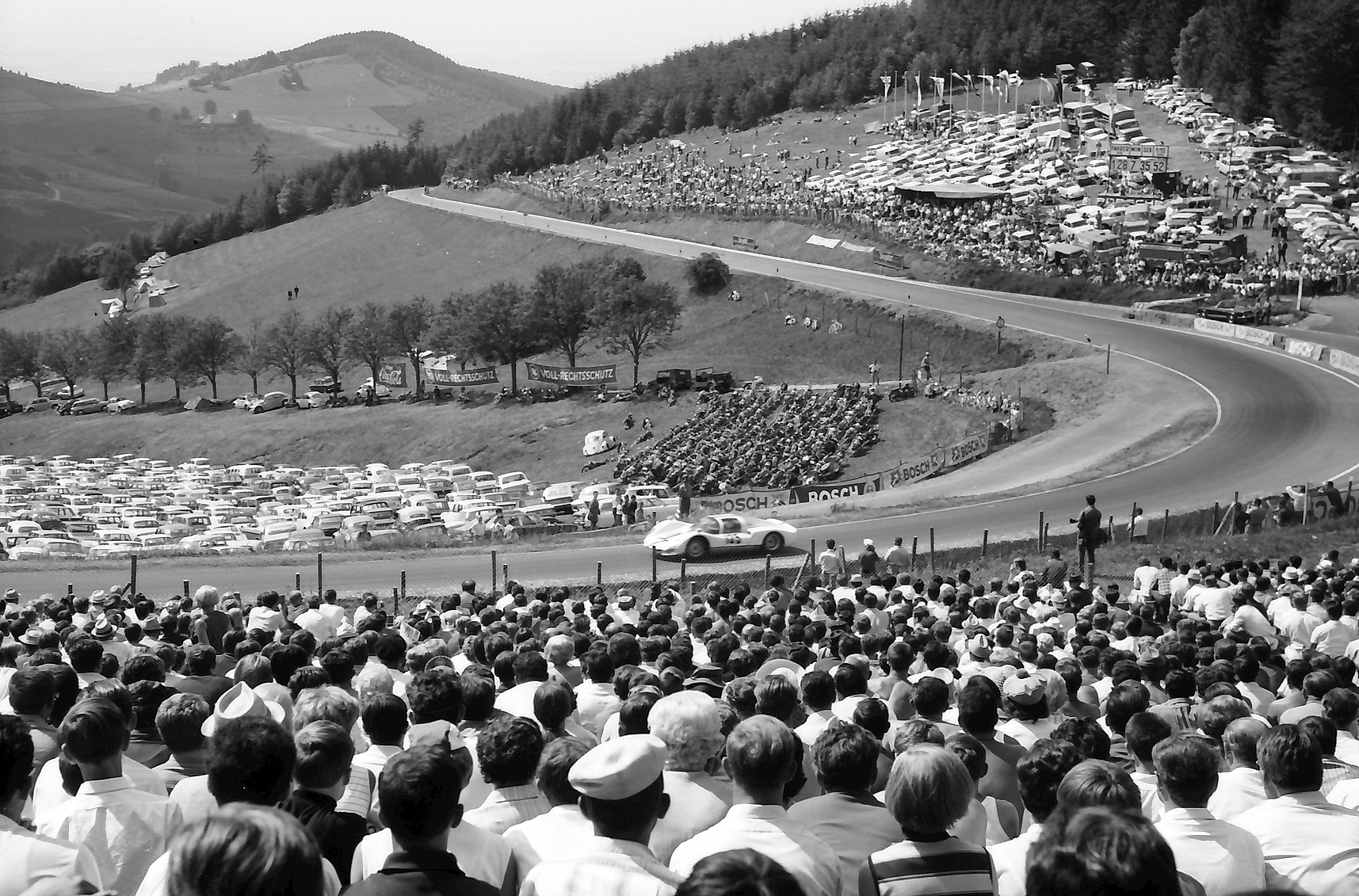
Schauinslandrennen 1967 an der Holzschlägermatte

Das ADAC-Schauinsland-Rennen war eine Motorsportveranstaltung überwiegend auf der Gemarkung der Stadt Freiburg im Breisgau, die zwischen 1925 und 1984 auf einem ehemaligen Holzabfuhrweg, der heutigen L 124 (Schauinslandstraße), von Horben (heute Landkreis Breisgau-Hochschwarzwald) zur Schauinsland-Passhöhe durchgeführt wurde, wobei 780 Höhenmeter auf zwölf Kilometer Streckenlänge überwunden werden mussten. Bis heute ist dies die längste und kurvenreichste Bergrennstrecke Deutschlands, auf der auch mehrere Europa-Bergmeisterschaftsläufe ausgetragen wurden.
Nach einer einmaligen Ausgabe in 1987 wird seit 2001 regelmäßig die historische Wiederauflage des Schauinsland-Rennens als Schauinsland-Klassik in Form einer zweitägigen Gleichmässigkeits-Rallye ausgetragen.

## Geschichte
Auf Betreiben des Freiburger Fabrikanten Peter Josef Hauser wurden knapp 20 Jahre nach Eröffnung des Holzabfuhrwegs vom Schauinslandgipfel nach Günterstal die Internationalen Freiburger Rekordtage ins Leben gerufen. Diese unterteilten sich in ein Beschleunigungsrennen über einen Kilometer auf der Landstraße zwischen Oberrimsingen und Breisach am Rhein sowie einen Bergpreis auf der 12 km langen und unbefestigten Schauinsland-Höhenstraße mit 173 Kurven.
Am 15. und 16. August 1925 gingen erstmals Rennwagen und -motorräder an den Start des in der Folgezeit bekanntesten deutschen Bergrennens, welches in seinen besten Zeiten weit mehr als 20.000 Zuschauer besuchten. Das jährlich stattfindende Rennen gewann danach zunehmend an Bedeutung; so wurde es 1927 international ausgeschrieben und erhielt ab 1930 das Prädikat Bergpreis von Deutschland sowie ab 1931 die Bezeichnung Großer Bergpreis von Deutschland. Im Jahr 1938 wurde das Rennen aufgrund der politischen Spannungen abgesagt und während des Zweiten Weltkrieges nicht wieder aufgenommen.
Erst 1949 fand eine Neuauflage statt, die ab 1951 im Zwei-Jahres-Rhythmus ausgetragen werden sollte; das Rennen 1955 wurde jedoch wegen der Le-Mans-Katastrophe abgesagt. Ab 1957 fand die Veranstaltung bis 1970 wieder jährlich statt, ab 1972 bis zur letzten Rennveranstaltung 1984 erneut alle zwei Jahre. Das Rennen von 1963 war Teil der Sportwagen-Weltmeisterschaft. Aufgrund zunehmender Kritik seitens der Naturschutzbehörden und -aktivisten wurden die Termine 1986 durch den Veranstalter storniert und ein erneuter Durchführungsantrag für 1988 durch die Genehmigungsbehörden verworfen.
1925 bis 1960 befand sich der Start zwischen Kyburg und Bohrer. Von 1961 bis 1980 wurde beim Friedrichshof, direkt nach der Straßengabelung nach Horben gestartet. Der Grund war der Linienbus nach Horben, für den das Rennen bis dahin immer wieder unterbrochen werden musste. Durch die Verlegung wurde die Strecke um 811 Meter kürzer. 1982 wurde der Start um weitere 200 Meter bergwärts verschoben. Auch das Ziel wurde im Laufe der Zeit verlegt. Befand es sich zunächst nach der Rasthaus-Kurve, so wurde es 1984 zwischen Gießhübel- und Ochsenberg-Kurve verlegt. Dadurch wurde die Strecke von 11 auf 8,6 Kilometer verkürzt.
Zwischen 1934 und 1967 kam es zu sieben tödlichen Unfällen im Vorfeld oder während der Veranstaltung. So verunglückte beispielsweise der zweifache Deutsche Meister in der 350-cm³-Gespann-Klasse, Albert Schneider, am 30. August 1936 tödlich.
Das letzte Schauinsland-Rennen für Autos fand am 22. Juli 1984 statt. Am 6. Juli 1985 fand noch ein Rennen ausschließlich für Motorräder statt.

## Schauinsland-Klassik

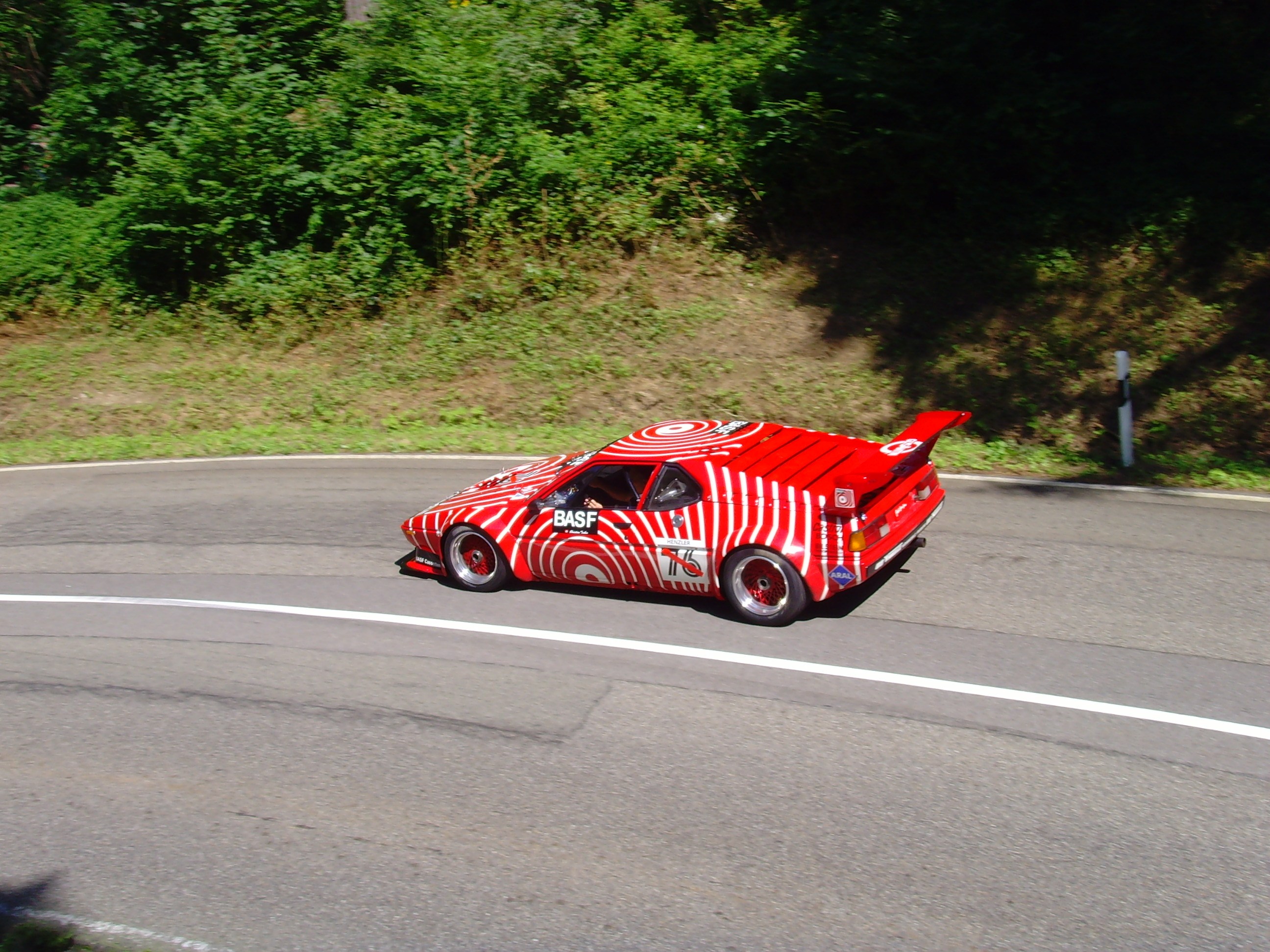
GS Tuning BMW M1 Procar bei der Schauinsland-Klassik 2007

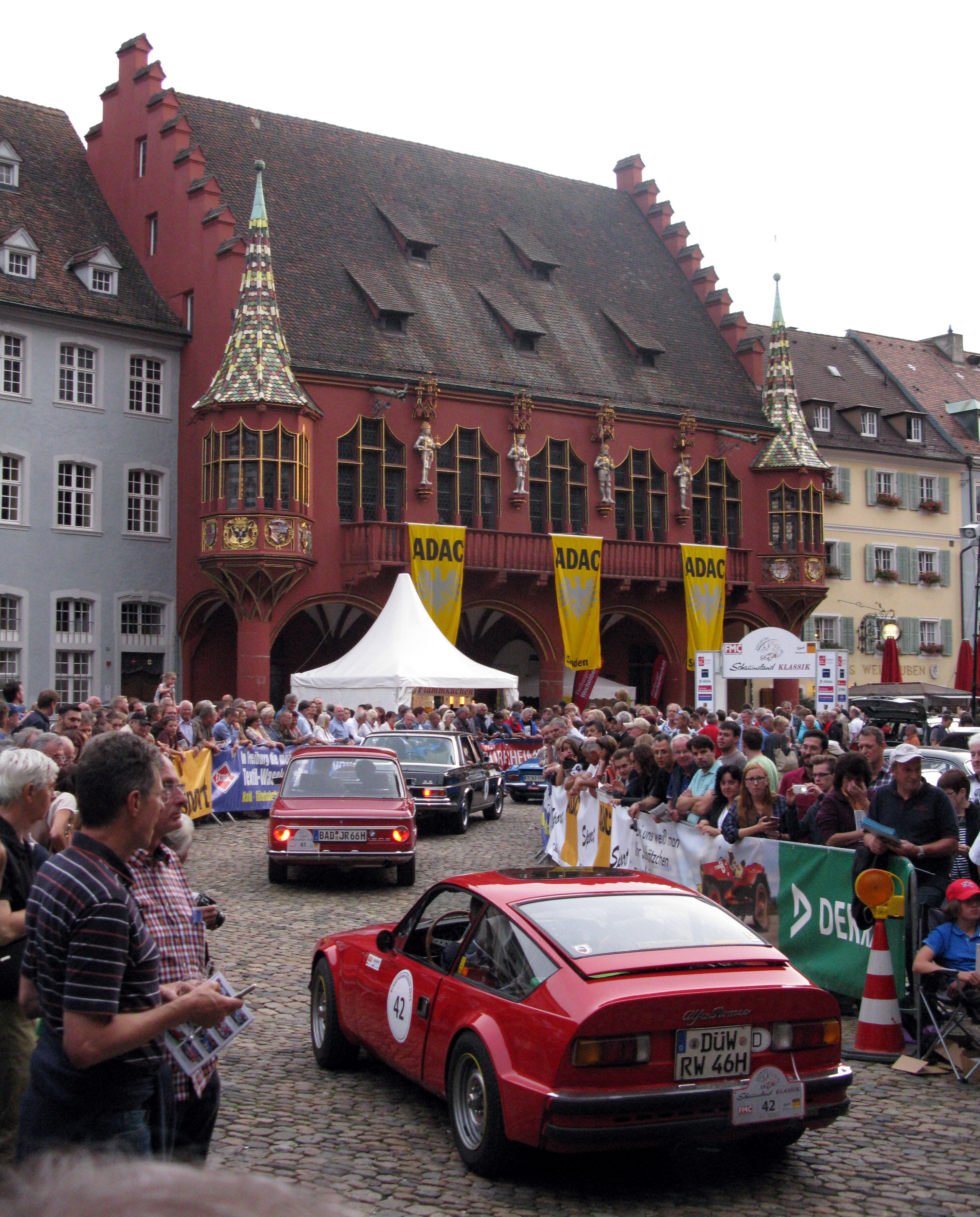
2015: Einfahrt der Oldtimer der Schauinsland-Klassik auf dem Freiburger Münsterplatz: Alfa Romeo Junior Zagato, BMW 02 1602 oder 1802 sowie Mercedes-Benz W 108 280 SE 3.5 (von hinten nach vorne)

Nach langer Vorbereitungszeit wurde 1987 das erste historische Schauinslandrennen unter dem Namen 1. ADAC/FMC-Oldtimer-Festival genehmigt, welches jedoch nur als Demonstrationsveranstaltung ohne Zeitmessung für Rennfahrzeuge von einem Alter über 30 Jahre durchgeführt wurde.
Ab 2001 wurden dann weitere Veranstaltungen dieser Art unter Auflagen (u. a. Begrenzung auf 80 Fahrzeuge sowie der Zuschauer auf 5000) in einem Zweijahres-Rhythmus erlaubt. Die Schauinsland-Klassik präsentierte dann alle zwei Jahre einen Querschnitt der während der 59 Jahre des Rennens verwendeten Rennfahrzeuge und Rennmotorräder auf der allerdings verkürzten Rennstrecke.
Ab dem Jahr 2012 sollte es jährlich eine Veranstaltung geben, in einem Jahr eine reine Oldtimer-Rallye durch den Schwarzwald und im Jahr darauf als Bergfahrt auf der klassischen Schauinsland-Strecke. Die erste Orientierungsfahrt wurde jedoch acht Wochen vorher, im Mai 2012, abgesagt, nachdem bekannt geworden war, dass der Zieleinlauf auf dem Freiburger Münsterplatz mit einer seit langem geplanten Kirchenveranstaltung kollidieren würde. Das Rennen wurde vom 25. bis zum 27. Juli 2013 nachgeholt.
Im September 2014 fand ein Bergtag statt, an dem auch Fahrzeuge mit Elektro- und Hybridantrieb teilnahmen. Nach der Rallye 2015 folgte jedoch im Jahr 2016 kein Bergtag: Wegen mangelnder Parkplätze, zu wenig Gastronomie und fehlender Genehmigungen erklärten die Veranstalter, dass es zukünftig keine Bergtage mehr geben wird.
Von 2016 bis 2020 fand jährlich die Schauinsland-Klassik-Winter-Rallye statt. Start und Ziel der Rennens durch den Hochschwarzwald und an den Hochrhein war das 2017 aufgelöste Kirchzartener Oldtimer-Museum Volante. Old- und Youngtimer bis Baujahr 1990 waren erlaubt.
Im Jahr 2020 fand die Schauinsland Klassik aufgrund der Corona-Pandemie nicht statt.

### Jubiläum 100 Jahre Bergrekord am Schauinsland
Im Jahr 2025 wurde, zusätzlich zur zweitägigen Rallye am gleichen Wochenende, am 2./3. August in der Messe Freiburg eine zweitägige Ausstellung mit dem Namen „100 Jahre Bergrekord“ veranstaltet, welche entsprechend des Jubiläums 100 Exponate – für jedes Jahr eines – zeigte. Von den Exponaten stammten 12 aus den jeweiligen Werksmuseen, 5 aus Privatmuseen und 83 von Sammlern bzw. Besitzern im In- und Ausland.

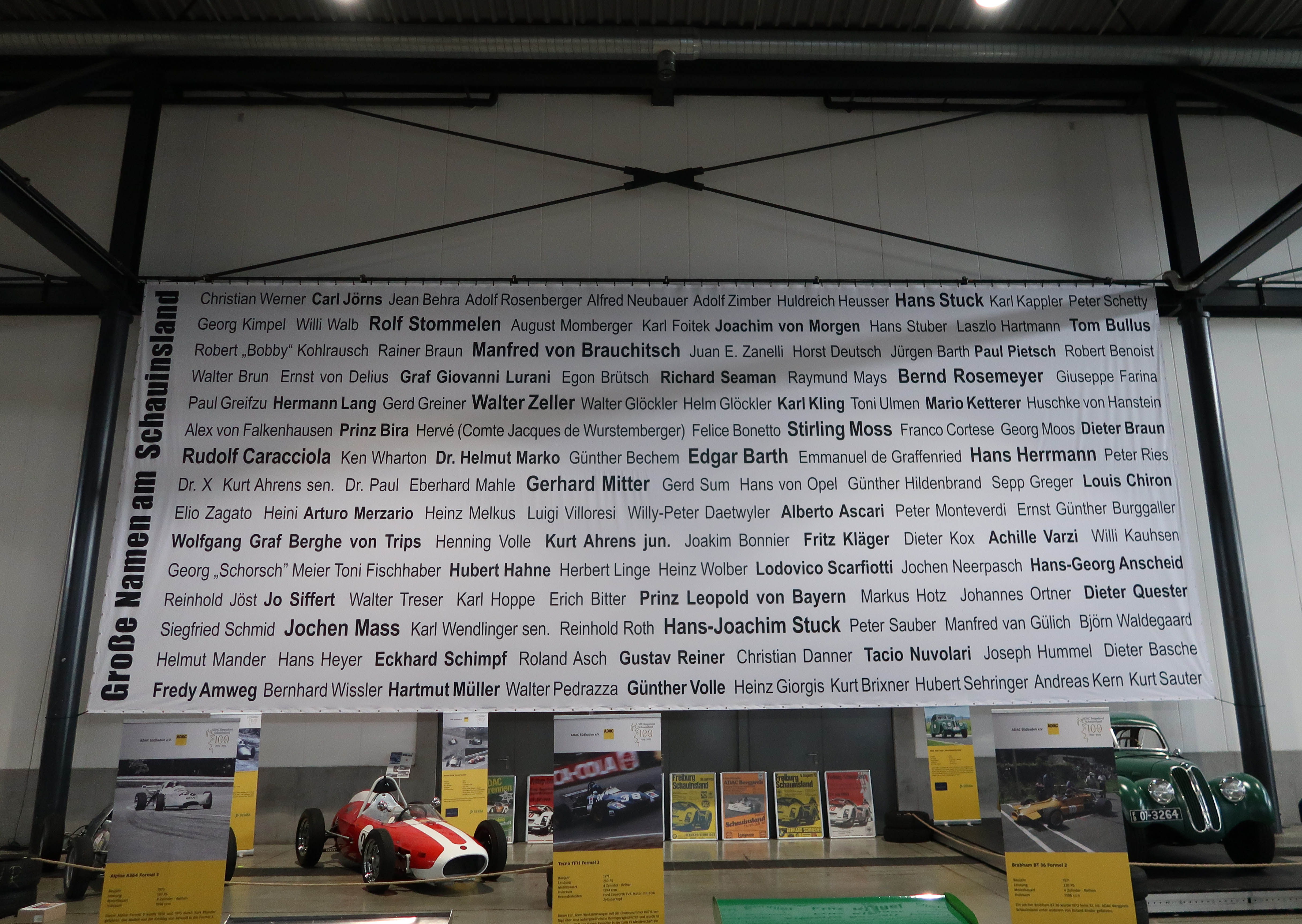
Banner mit den Namen bedeutender Rennfahrer des Schauinsland Bergpreises seit 1925

Die Ausstellung entstand auf Initiative des ADAC Südbaden und des FMC e. V. (Freiburger Motorsport Club e. V.). Das Organisationsteam bestand weiterhin aus dem Betreiber des ehemaligen Kirchzartener Oldtimer-Museum Volante, Martin Waltz, dem früheren Rennfahrer und Schauinsland-Rekordhalter Mario Ketterer, dem ADAC Südbaden, dem FMC e.V. An der Gestaltung der Ausstellung war außerdem der Künstler Uli Hack beteiligt. Die Besucherzahl betrug laut Schätzung des Veranstalters 15.000–20.000 Personen.
Außerdem fand am Sonntag, den 3. August ein für jeden Oldtimerbesitzer offenes, kostenloses „Oldtimer-Treffen“ vor der Messe Freiburg statt, zu dem laut Zählung des Veranstalters 738 klassische Fahrzeuge erschienen.

## Schauinsland eco-GP
2019 holte der gebürtige Freiburger Luc Perraudin nach zweijähriger Vorlaufplanungszeit in Kooperation mit der Badenova AG, dem ADAC Südbaden e. V. und der Stadt Freiburg die eco Grand Prix Serie nach Freiburg. Diese greift die Tradition des legendären Bergrennens auf, bei dem ausschließlich 100 % elektrisch angetriebene Serien-Elektroautos teilnehmen dürfen. Nachdem man am 8. Juni 2019 die Veranstaltung als 6-Stunden-Format über eine Strecke von ca. 55 km ausgetragen hatte, fand die ecoGP Schauinsland Hill-Challenge 2020 und 2021 als 24-Stunden-Format auf einer 46,4 km langen Strecke vom Parkplatz des Technischen Rathauses im Stühlinger über Günterstal die traditionelle Bergstrecke hinauf und über Gießhübel wieder zurück im fließenden Verkehr am 27. und 28. Juni 2020 und am 19. und 20. September 2021 statt. Geplant ist, diese Endurance-Challenge perspektivisch jährlich stattfinden zu lassen.
Alle 3 Veranstaltungen – 2019 mit 17 Teilnehmern, 2020 mit 14 und 2021 mit 12 startenden Teams – wurden bislang von Tesla-Einsatzteams gewonnen. Sowohl 2019 und 2020 gewann jeweils ein Tesla Model 3-Einsatzteam. 2021 wurden 2 Teams mit gleicher Rundenanzahl zu Siegern erklärt von denen eines ein Model 3 und ein zweites ein Model Y im Rennen einsetzte.
Das Rennen im Jahr 2020 am Schauinsland war in diesem Jahr aufgrund der COVID-19-Pandemie die einzige stattfindende Veranstaltung der Serie.